# Doce (banda)
Doce foi uma banda pop que existiu em Portugal na década de 1980. Foi uma das primeiras girl groups da Europa.

## Carreira
O grupo formou-se em Setembro de 1979 e era composto por um quarteto feminino: Fá (Fátima Padinha), Teresa Miguel, Lena Coelho e Laura Diogo. Também foi integrante a cantora Fernanda de Sousa (atualmente com nome artístico de Ágata) que substituiu quer Lena Coelho, durante a sua gravidez (entre Maio e Outubro de 1985), quer, mais tarde, Fá que saiu do grupo em 1986.
A ideia de criar um grupo de quatro mulheres surge através do compositor e cantor Tozé Brito, na festa da despedida dos Gemini, sendo também responsável pela sua criação o brasileiro Cláudio Condé, que era o Presidente da Polygram.
Com exceção de Laura Diogo, modelo e Miss Fotogenia no concurso Miss Portugal de 1979, o grupo era constituído por cantoras com experiência: Fá e Teresa Miguel eram ex-integrantes do grupo recém-extinto Gemini; Lena Coelho tinha feito parte das Cocktail e na fase final também dos Gemini.
As Doce foram sinónimo de sucesso, não só em Portugal mas também no estrangeiro, nomeadamente em Espanha, França, Estados Unidos, Filipinas, não só junto das comunidades lusófonas mas também de muitos fãs estrangeiros. Este sucesso motivou uma tentativa de internacionalização, e as Doce foram lançando vários temas em inglês.
Concorreram quatro vezes ao Festival da Canção: 1980, 1981, 1982 (onde se consagraram vencedoras, o que lhes permitiu representarem Portugal no Festival da Eurovisão de 1982) e, pela última vez, em 1984.
Um dos grandes contributos para a popularidade do grupo foi a sua imagem. O visual era totalmente arrojado, com roupas extremamente sensuais, da responsabilidade do estilista José Carlos. O designer gráfico desta banda era Nuno Nolasco. Outra característica foi a aposta na afirmação e sensualidade do corpo feminino, com uma postura ousada e provocante, aliada às fascinantes e meticulosas coreografias em palco, o que causou grande impacto e uma importante e grande mudança de mentalidade no meio artístico. Naquela época, era habitual um certo formalismo por parte dos cantores, tanto na indumentária como nas atuações, sobretudo na televisão.
Em Março de 1981, no Festival RTP da Canção, as Doce sofreram as consequências dessa ousadia, quando, vestidas de odaliscas e com uma coreografia sensual, interpretaram «Ali-Bábá - Um Homem das Arábias». O grupo foi desvalorizado pelo júri do concurso e alvo de imensas críticas nos jornais, embora tenha ficado em 4.º lugar e a edição em single tenha sido um sucesso de vendas e um dos discos mais vendidos daquele ano.
Entretanto, estava consolidada a imagem das Doce, no seu papel inovador, entre nós, capaz de alguma agressividade e de provocar o desafio. Em termos estritamente musicais, pode dizer-se que nas suas canções se cruzam e combinam aspectos próprios da «pop», do «disco» e do «rock».
Muitas das canções das Doce tornaram-se grandes sucessos e são ainda hoje uma referência da década de oitenta no panorama musical. Tanto que é habitual, nos programas de televisão, nomeadamente em concursos de canções, como os Ídolos, A tua cara não me é estranha, Uma Canção para ti,..., os concorrentes interpretarem canções do grupo, nomeadamente "Amanhã de Manhã" e "Bem Bom". Também, no meio cinematográfico, foram incluídas no telefilme da SIC, em 2000, "O Lampião da Estrela", protagonizado por Herman José e realizado por Diamantino Costa. Na série juvenil, Morangos Com Açucar, foi feita uma adaptação à canção Amanhã de Manhã. A canção "Bem Bom", com a letra alterada, foi usada num anúncio de publicidade da cadeia alimentar Jumbo - campanha "O Top das Promoções - 40 anos Jumbo", em Maio de 2010, interpretada pela cantora Carolina Torres.
As Doce atingiram quase 250 000 álbuns vendidos e foram top de vendas por diversas vezes.
Paralelamente, foram capa de várias revistas e jornais, tanto nacionais como internacionais (com grande enfoque no Festival da Eurovisão de 1982), onde foram as mais fotografadas.

## Trajetória artística
O primeiro single, "Amanhã de Manhã", saído em 1980, ganhou uma enorme popularidade e continua a ser até hoje das músicas que maior sucesso fizeram em Portugal. Ainda nesse ano, concorreram ao Festival da RTP da canção com "Doce". Obtiveram o segundo lugar, mas acederam, a nível nacional, a um lugar destacado no mundo da televisão e do espectáculo.
O primeiro álbum, saído ainda nesse ano , chamou-se "OK.KO." e foi o ponto de partida para várias incursões internacionais. Nesse álbum encontram-se uma série impressionante de êxitos: "Café com Sal", "O Que Lá Vai Lá Vai", "Depois de Ti" e o próprio tema "OK.KO.", single que foi editado antes do álbum.
Mas outro dos maiores êxitos do grupo teve lugar em 1981, graças a uma canção que apresentaram no Festival RTP: "Ali-Babá". Não ganharam, o festival, mas viram a sua canção elevada a um grande sucesso comercial em termos da história deste evento da música portuguesa.
O segundo álbum, "É Demais", marca uma mudança radical da apresentação da banda e consolida-se a posição de grupo polémico, a imagem das Doce ultrapassa aqui todas as expectativas e ganham uma projeção nacional que atravessa todos os tipos de público. Fazem parte desse álbum temas cantados a solo como: "Uau", na voz de Lena, "Eu Sou", na voz de Laura, "Dói Dói", na voz de Fá e "Desatino", na voz de Teresa.
O primeiro lugar no Festival RTP da Canção, obtiveram-no em 1982 , com "Bem Bom". O facto de representarem Portugal na Eurovisão constituiu um impulso para a experiência de um percurso internacional, tendo editado discos em espanhol e inglês, os singles "Bingo", "Bem Bom", "For the Love of Conchita" e "Starlight". Com a edição internacional destes discos as Doce dão a "volta ao mundo" visitando inúmeros países nos vários continentes. Das Filipinas aos Estados Unidos fizeram furor e foram notícia na imprensa internacional. Ainda em 1982, é lançado um single com os temas For The Love Of Conchita e Choose Again. O disco foi editado também no mercado holandês. No ano seguinte é lançado o single Starlight/Stepping Stone.
Regressando ao Festival em 1984, com "O Barquinho da Esperança", assinaram ainda nesse ano um novo sucesso chamado "Quente, Quente, Quente".
Em 1985, Lena Coelho engravida e é substituída por Fernanda de Sousa e, no ano seguinte, Fá decide deixar de fazer parte da banda. Foi o inicio do fim do grupo que, na fase final, apenas integrava três elementos: Teresa Miguel, Laura Diogo e Lena Coelho. Foi num programa de Júlio Isidro que oficializam a extinção do grupo.
Em 1987 despedem-se com um duplo álbum "Doce 1979-1987", onde aparece "Rainy Day", gravado nas sessões da fase em inglês.

## Discografia
| Álbuns         | Álbuns                                           | Álbuns                  | Álbuns                           | Álbuns              | Álbuns             |
| Ano            | Disco                                            | Certificação portuguesa | Editora                          | Edição              | Vendas em Portugal |
| -------------- | ------------------------------------------------ | ----------------------- | -------------------------------- | ------------------- | ------------------ |
| 1980           | OK KO                                            | Disco de Platina        | Polygram                         | LP                  |                    |
| 1981           | É Demais                                         | Disco de Platina        | Polygram                         | LP                  |                    |
| Compilações    |                                                  |                         |                                  |                     |                    |
| Ano            | Disco                                            | Certificação portuguesa | Editora                          | Edição              | Vendas em Portugal |
| 1986           | Doce 1979-1987                                   | Disco de Platina        | Polygram                         | LP dupla compilação |                    |
| 2001           | O Melhor de 2 Doce/Gemini                        | Disco de Platina        | Universal                        | CD conjunto         |                    |
| 2002           | 15 anos Depois                                   | Disco de Platina        | Universal                        | CD compilação       |                    |
| 2003           | Doce Mania                                       | Disco de Platina        | Universal                        | CD compilação       |                    |
| 2004           | A Arte e a Música - Doce                         | Disco de Platina        | Universal                        | CD compilação       |                    |
| 2020           | O Melhor                                         |                         | Universal                        | CD compilação       |                    |
| Singles        |                                                  |                         |                                  |                     |                    |
| Ano            | Disco                                            | Certificação portuguesa | Editora                          | Edição              | Vendas em Portugal |
| 1979           | Amanhã de Manhã/Depois de Ti                     | Disco de ouro           | Polygram                         | Single              |                    |
| 1980           | Doce/Um Beijo Só                                 | Disco de Platina        | Polygram                         | Single              |                    |
| 1980           | OK KO/Doce Caseiro                               | Disco de Platina        | Polygram                         | Single              |                    |
| 1981           | Ali-Bábá (Um Homem das Arábias)/Jingle Tónico    | Disco de ouro           | Polygram                         | Single              |                    |
| 1981           | É Demais/Dói-dói                                 | Disco de Platina        | Polygram                         | Single              |                    |
| 1982           | Bem Bom/Perfumada                                | Disco de ouro           | Polygram                         | Single              |                    |
| 1982           | For The Love Of Conchita/Choose Again            | Disco de Platina        | Polygram                         | Single              |                    |
| 1983           | Starlight/Stepping Stone                         | Disco de Platina        | Polygram                         | Single              |                    |
| 1984           | Quente, Quente, Quente/Eu e o meu namorado       | Disco de Platina        | Polygram                         | Single              |                    |
| 1984           | O Barquinho da Esperança/A história do barquinho | Disco de Platina        | Polygram                         | Single              |                    |
| Internacionais |                                                  |                         |                                  |                     |                    |
| Ano            | Disco                                            | País Lançamento         | Editora                          | Edição              | Vendas             |
| 1981           | É demais                                         | Diversos países         | Polygram                         | K7                  | desconhecido       |
| 1982           | Bem Bom/Bingo                                    | Diversos países         | Polygram                         | Single              | desconhecido       |
| 1983           | Estrella de Luz - Starlight/Stepping Stone       | Espanha                 | Philips                          | Single              | desconhecido       |
| Outras edições |                                                  |                         |                                  |                     |                    |
| Ano            | Disco                                            | País Lançamento         | Editora                          | Edição              | Vendas             |
| 2011           | "Bandas Miticas II (N.º 24)"                     | Portugal                | Edição Correio da Manhã / Levoir | CD + Livro          | desconhecido       |

## Prémios, homenagens e outras distinções
| Ano  | Promotor                                                         | Meio                                                        | Nome              | Descrição                                           | Ref.ª    |
| ---- | ---------------------------------------------------------------- | ----------------------------------------------------------- | ----------------- | --------------------------------------------------- | -------- |
| 1982 | RTP                                                              | Concurso                                                    | Canção Bem Bom    | Canção vencedora do XIX Festival RTP da Canção 1982 | Site RTP |
| 2009 | Eurovision Party – Portugal 2009 e a Câmara Municipal de Setúbal | Festa de fãs da Eurovisão                                   | Homenagem às Doce | Homenagem ao grupo Doce - recebeu Teresa Miguel     |          |
| 2009 | Particulares com apoio da Casa do Artista                        | Gala Noite das Estrelas e dos 45 anos do Festival da Canção | Prémio Prestigio  | Homenagem ao grupo Doce - recebeu Teresa Miguel     |          |
| 2018 | RTP                                                              | Final Festival da Canção 2018                               | Homenagem         | Homenagem ao grupo Doce- Medley ao vivo             |          |

## Atividades e aparições após a fama
Com a saída da banda e a promessa falhada de uma carreira a solo, Fátima Padinha seguiu uma carreira longe das artes e do palco. É mãe de Joana e Catarina, fruto do casamento com antigo primeiro-ministro português Pedro Passos Coelho.
Em 2002 é editada a compilação «15 Anos Depois». Em 2003 foi lançado o disco DOCEMANIA, que incluía um disco com remisturas.
Em 2006 participam num dos espetáculos comemorativos do programa «Febre de Sábado de Manhã» de Júlio Isidro.
Em 2007, Lena Coelho, uma das ex-integrantes do grupo, criou o grupo juvenil «Docemania», composto por quatro meninas. Na primeira fase deste projeto, foram reeditadas algumas das canções mais populares e de grande sucesso das Doce. 
Em 2021 estreou um filme sobre o grupo que tem como título Bem Bom, com o apoio da MEO. A longa-metragem tem produção da Santa Rita Filmes e realização de Patrícia Sequeira.
Em 2025 surge uma banda de tributo denominada "Doce Tributo" cuja estreia aconteceu a 25 de Fevereiro, no Teatro Angrense, ilha Terceira, Açores. 